# Clementia de Aquitania
Clementia de Aquitania (n. 1060 – d. 4 ianuarie 1142) a fost fiică a ducelui Guillaume al VII-lea de Aquitania cu soția acestuia, Ermesinda.
Clementia s-a căsătorit prima oară în jur de 1075 cu contele Conrad I de Luxemburg, cu care a avut următorii copii:
- Henric (d. 1086), succesor în comitatul de Luxemburg
- Conrad, menționat în 1080
- Matilda (n. 1070), căsătorită cu contele Godfrid (n. 1075) de Bleisgau
- Rudolf (d. 1099), devenit abate de Saint-Vannes în Verdun
- Ermesinda (n. 1075 - d. 1143), căsătorită mai întâi (1096) cu contele Albert al II-lea de Egisheim și de Dagsburg, iar apoi (1101) cu contele Godefroi de  Namur.
- Wilhelm (n. 1081 - d. 1131), devenit conte de Luxemburg

Rămasă văduvă, Clementia s-a recăsătorit cu contele Gerard I de Wassenberg și de Geldern. Este probabil ca doi dintre cei trei copii ai lui Gerard să fi fost făcuți ambii cu Clementia:
- Iolanda, căsătorită mai întâi cu contele Balduin al III-lea de Hainaut, iar apoi cu Godefroi al II-lea de Ribemont, castelan de Valenciennes
- Gerard, succesor în comitatul de Geldern; căsătorit cu Ermengarda de Zutphen, fiică a contelui Otto al II-lea de Zutphen.